# Australische rotsrat
De Australische rotsrat (Zyzomys pedunculatus) is een knaagdier uit het geslacht Zyzomys dat voorkomt in Australië. Hij leeft alleen in de MacDonnell Ranges in het zuiden van het Noordelijk Territorium. Er werd gedacht dat deze soort uitgestorven was, tot hij in 1996 herontdekt werd.
De rug is geelbruin, geleidelijk overgaand in de crèmekleurige of licht geelbruine onderkant. De lichtbruine staart is dik en behaard, met een pluim aan de punt. De vacht is dik en hard. De kop-romplengte bedraagt 110 tot 124 mm, de staartlengte 116 tot 128 mm, de achtervoetlengte 25 tot 28 mm, de oorlengte 20 tot 23 mm en het gewicht 50 tot 80 gram. Vrouwtjes hebben 0+2=4 mammae.